# یواس‌اس هید (ای‌ام-۱۰۰)
یواس‌اس هید (ای‌ام-۱۰۰) (به انگلیسی: USS Heed (AM-100)) یک کشتی است که طول آن ۲۲۰ فوت ۳ اینچ (۶۷٫۱۳ متر) می‌باشد. این کشتی در سال ۱۹۴۲ ساخته شد.